# Полторацкий, Виктор Александрович
Ви́ктор Алекса́ндрович Полтора́цкий (1949—1985) — советский композитор, пианист, член Союза композиторов, один из основателей Государственного Камерного оркестра «Виртуозы Москвы».

## Биография
Происходил из дворянского рода Полторацких. Его прапрадед[по женской линии] Марк Фёдорович Полторацкий в правление императрицы Елизаветы Петровны получил потомственное дворянство и возглавил Придворную певческую капеллу.
Первым педагогом была мать, пианистка, заслуженный педагог Грузинской ССР — Татьяна Викторовна Полторацкая. С 5-летнего возраста начались занятия в Тбилисской Центральной музыкальной школе (ЦМШ) им. З.Палиашвили по классу скрипки у проф. Б. Чиаурели. В продолжение обучения проявились способности к композиции, и в 7 лет он был переведён на фортепианное отделение в класс заслуженного педагога Грузии Е. В. Чернявской и по композиции в класс Александра Шаверзашвили. После знакомства с композитором Дмитрием Борисовичем Кабалевским, который высоко оценил способности юного композитора, семья переехала в Москву, где занятия продолжились в Московской Центральной музыкальной школе (ЦМШ), и с 1966 г. в Московской государственной консерватории у профессора Т. П. Николаевой (фортепианно)
и Д. Б. Кабалевского (композиция).
Композиторский дебют Виктора Полторацкого состоялся в 1968 году. Большой симфонический оркестр Всесоюзного радио и Центрального телевидения, под управлением Бориса Хайкина исполнил «Симфониетту» в 4-х частях. После концерта в интервью Всесоюзному радио СССР Борис Эммануилович охарактеризовал это сочинение шестнадцатилетнего композитора как произведение, полное непосредственности и свежести мелодического языка, обладающего колоритностью в использовании оркестровых красок и настоящей свободой в развитии тематического материала.
В. Полторацкий написал 24 прелюдии и фуги для фортепиано (ор.16,ор.17), ставшими весомым вкладом в жанр полифонии XX века; «Музыку отдыха» ор.29, ор.30. («24 салонные пьесы»), сочетающими в себе синтез классической формы и джаза, сохранившиеся в авторском исполнении. Также на несколько пьес из «Музыки отдыха» был поставлен балет «Белый шум» («Взаимодействия») — хореография Анны Балуковой, который был показан в рамках проекта «Мастерская новой хореографии» в Большом театре России в 2008-м году. Многие сочинения связаны с именами друзей и коллег композитора, по заказу которых они писались. Скрипичный концерт для Владимира Спивакова; фортепианное трио для «Московского трио», скрипичную и виолончельные сонаты для братьев Григория и Валентина Фейгиных, с которыми Виктор Полторацкий много концертировал в качестве пианиста, а также записал большое количество ансамблей на студии грамзаписи «Мелодия»; альтовый концерт для своей жены — Ларисы Шилюк, ученицы основателя русской альтовой школы, проф. Московской консерватории Вадима Васильевича Борисовского, по просьбе которого были написаны аккомпанементы к трём сюитам М. Регера (ор.131) для альта соло, а 1-я Сюита специально оркестрована для Юрия Башмета; концерт для тромбона и камерного оркестра для «Ансамбля солистов Большого Театра» и т. д.
Виктор Полторацкий являлся одним из основателей Государственного камерного оркестра «Виртуозы Москвы», с которым связаны последние годы жизни и творчества композитора. Для коллектива он писал концертные пьесы, получившие широкую популярность. Одним из таких произведений стал «Сувенир», написанный специально для В. Спивакова. Также Виктор Полторацкий сделал более 100 обработок, в том числе 24-х прелюдий Дмитрия Шостаковича, которые были исполнены в Большом зале Московской консерватории им. П. И. Чайковского в 1996 году, объявленном ЮНЕСКО годом Шостаковича в России.
Виктор Полторацкий скоропостижно скончался во время гастролей в г. Будапеште. Похоронен в Москве на Хованском кладбище.

## Сочинения
Для фортепиано
- 24 прелюдии для фортепиано Ор.1 (1961)
- 4 этюда для фортепиано Ор.9 (1963)
- Сонатина для фортепиано Ор.10 (1965)
- 12 фортепианных пьес для детей Ор.14 (1968)
- Фортепианные пьесы для детей Ор.26 (1971—1974)
- 24 Прелюдии и фуги Ор.16, Ор.17 (1967—1971)
- «Музыка отдыха» — 24 салонные пьесы (1977)

Для симфонического оркестра
- Симфониетта Ор.13 (1966)
- Концерт для скрипки с оркестром Ор.15 (1966)
- Концерт для альта с оркестром Ор. 19 (1970)

Для скрипки и фортепиано
- Три прелюдии Ор.2 (1962)
- Соната в четырёх частях Ор.22

Для скрипки и камерного оркестра
- «Сувенир» Ор.29
- «В настроении» («In the Mood») Ор.30, № 8 bis

Для альта и фортепиано
- Соната в трех частях Ор.12 (1965)
- Кшенек Э. (Ор.92,№ 3) — Полторацкий В. Соната в четырёх частях Ор.32 (1980)
- Регер М. (Ор.131-d) — Полторацкий В. Три сюиты: (Ор.33) — № 1 — g-moll
- № 2 — D-dur
- № 3 — e-moll
- Малер Г." Песни об умерших детях" — обработка для альта (или виолончели) и фортепиано В.Полторацкого (1982)

Для камерного оркестра
- «Серенада» — для скрипки и альта в сопровождении струнных и клавесина Ор.30 № 12 bis
- «Sorrybella» — скерцо для альта, контрабаса и струнных Ор.30,№ 3 bis (1980)
- Концерт для тромбона и камерного оркестра Ор.31 (1980)
- Регер М. — Полторацкий В. Концерт для альта и камерного оркестра № 1 Ор.33

Для виолончели и фортепиано
- Две прелюдии ор.3 (1962)
- Соната № 1 в четырёх частях Ор.20 (1972)
- Соната № 2 в четырёх частях Ор.23 (1973)
- Малер Г. «Песни странствующего подмастерья» — обработка для виолончели (или альта) и фортепиано В.Полторацкого (1982)

Камерные сочинения
- Фортепианное трио в трех частях (для фортепиано, скрипки и виолончели) Ор.4 (1963)
- Фортепианный квинтет в четырёх частях (фортепиано, струнный квартет) ор.8 (1964)
- Четыре дуэта для альта и виолончели Ор.11 (1965)
- Десять пьес для струнного детского квартета Ор.14 bis (1968)
- Струнный квартет № 1 в трех частях Ор.18 (1968)
- Трио-соната для скрипки, виолончели, фортепиано и ударных в четырёх частях Ор.21 (1973)
- Струнный квартет № 2 в четырёх частях Ор.25 (1974)

Для органа
- 5 прелюдий и фуг Ор.16 bis (1968)
- Соната в пяти частях Ор.24 (1973)

Для валторны соло
- Соло-Соната — Триптих Ор.28 (1976)

Сочинения и обработки для камерного оркестра «Виртуозы Москвы» (1979—1985)